# Ligne 1 du tramway de Caen
Pour les articles homonymes, voir Ligne 1.
La ligne 1 du tramway de Caen est une ligne française de tramway dans le Calvados, en Normandie. Première ligne du tramway de Caen, elle relie Hérouville-Saint-Clair à Jean Vilar, sur le territoire communal d'Ifs, en passant par le centre-ville de Caen. Elle compte vingt-cinq stations, en partageant dix avec la ligne 2 et dix également avec la ligne 3.

## Histoire
Mise en service le 27 juillet 2019, la ligne 1 succède aux tronçons Hérouville-Poincaré de la ligne B et Poincaré-Ifs - Jean Vilar de la ligne A de l'ancien transport léger guidé de Caen qui a fonctionné de 2002 à 2017.

Plan schématique de la ligne 1.

## Infrastructure

### Ligne

#### Section Hérouville-Saint-Clair - Copernic
À l'arrêt Hérouville Saint-Clair, la ligne 1 naît sur l'avenue de la Grande Cavée dans le centre d'Hérouville-Saint-Clair, à proximité du centre commercial Val-Saint-Clair. La station, à voie unique, est dotée d'une arrière-gare pour le retournement des tramways. La ligne part en voie unique puis se dédouble une fois passée la place Saint-Clair où elle rejoint l'ancien tracé du transport léger guidé de Caen. À l'arrêt Café des Images, elle dessert le secteur dit de la Citadelle douce où se trouve la mairie, l'église Saint-François, le Café des images et le théâtre d'Hérouville. Elle continue sur l'avenue de la Grande Cavée, marque l'arrêt à Place de l'Europe. Après cette station, la voie nord de la plateforme du tramway est partagée avec la circulation routière. La ligne marque ensuite l'arrêt à Château d'eau qui dessert le stade Henri-Prestavoine et le château d'eau d'Hérouville-Saint-Clair. La ligne bifurque ensuite sur l'avenue de la Valeuse et entre dans Caen en franchissant le boulevard périphérique sur deux ponts (un pour chaque sens). La ligne marque l'arrêt à la station Pierre Heuzé dans le quartier éponyme. Elle contourne le centre du quartier par le nord via le boulevard du Général Vanier puis coupe à travers un îlot pour rejoindre l'avenue Nicolas-Copernic où elle marque l'arrêt à la station Cité U Lébisey où elle dessert une résidence universitaire et, à distance, les archives départementales du Calvados situées plus au nord. Elle passe au nord du lycée Dumont-d'Urville avant de rejoindre le tronc commun avec la ligne 2 en provenance du campus 2 à la station Copernic.

#### Section Copernic - Château-Quatrans (tronc commun T1-T2)
Le tronc commun T1-T2 continue sur la rue Jules-Verne et vire à gauche pour marquer l'arrêt à Calvaire Saint Pierre dans le centre du quartier éponyme à proximité de l'église Saint-André et du lycée Victor-Hugo. Les lignent pénètrent ensuite dans le campus 1, où via un trajet sinueux elles contournent le stade universitaire par l'ouest puis dessert la station CROUS-SUAPS. Les lignes entament alors une longue descente vers le centre-ville (forte pente). Elles contournent les bâtiments de la partie sud du campus par l'est puis marquent l'arrêt à Université placée à l'entrée sud face à l'esplanade de la Paix, marquant l'entrée du château dominant la ville. Les lignes continuent leur descente par la rue du Gaillon et arrivent dans le fond de la vallée de l'Orne. Les deux lignes marquent l'arrêt à Place de la Mare où les quais sont légèrement décalés, puis pénètrent dans le centre-ancien par la rue de Geôle où la plateforme est partagée avec la circulation automobile. Elles passent au pied de la forteresse et marquent l'arrêt à Château-Quatrans, où commence le tronc commun avec la ligne 3. De ce fait, cette station est dotée de trois quais.

#### Section Château-Quatrans - Quai de Juillet (tronc commun T1-T2-T3)
Les trois lignes continuent sur la rue de Geôle pour rejoindre la place Saint-Pierre et l'église éponyme puis bifurquent sur le boulevard des Alliés, où est placée la station Saint-Pierre. Les lignes passent devant la tour Leroy et tournent à droite vers le sud pour suivre le boulevard du Six-juin qui traverse le quartier Saint-Jean. Les lignes marquent l'arrêt à trois stations : Bernières, Résistance-Saint-Jean sur la place éponyme située derrière l'église Saint-Jean et Quai de Juillet. La ligne franchit l'Orne par le pont Winston-Churchill.

#### Section Quai de Juillet - Poincaré (tronc commun T1-T3)
Quai Amiral-Hamelin, se situe la bifurcation qui permet à la ligne 2 de rejoindre la presqu'île. Les lignes 1 et 3 continuent tout droit par la rue de la gare et longent le nouveau quartier des rives de l'Orne situé à Vaucelles avant de passer sous le faisceau des voies SNCF, puis de tourner à gauche sur la place de la gare et marquer l'arrêt à Gare SNCF qui dessert la gare de Caen et son pôle multimodal (bus Twisto et cars NOMAD). Les deux lignes entament alors la montée vers le plateau de la plaine de Caen en montant par la rampe de la rue Roger-Bastion puis empruntent la rue des Mulets avant de marquer l'arrêt à la station Boulevard Leroy. Elles entrent dans le quartier Sainte-Thérèse-Demi-Lune par la rue Victor-Lépine. Elles marquent l'arrêt à Lux-Victor Lépine desservant le lycée éponyme et, à distance, le cinéma Lux. À cette station, la plateforme la plus à l'est du tramway est partagée avec la circulation routière du fait de l'étroitesse de la rue. Pour cette même raison, les deux quais direction nord et sud sont situés au milieu des voies dans l'alignement l'un de l'autre. Les lignes tournent ensuite à droite et s'engagent sur l'avenue du Capitaine Georges-Guynemer. Elles bifurquent à gauche ensuite pour entrer dans la rue Michel-Lasne et marquent l'arrêt à Guynemer qui dessert la polyclinique du Parc. Elles rejoignent ensuite le boulevard Raymond-Poincaré dont la station Poincaré est la dernière du tronc commun.

#### Section Poincaré - Jean Vilar
Tandis que la ligne 3 continue en direction de Fleury-sur-Orne, la ligne 1 bifurque et entre dans le quartier de la Guérinière en coupant en cœur d'îlot pour rejoindre la rue de la Lisière où elle est en site partagé avec la circulation. Elle bifurque avenue Flandres-Dunkerque et repasse en site propre intégral. Elle continue le long de l'avenue et rejoint l'arrêt Liberté situé sur la place éponyme au centre du quartier. Elle bifurque ensuite à gauche sur l'avenue de la Concorde. Après l'arrêt Concorde, qui dessert l'ancien couvent de la Charité, elle tourne vers l'Ouest sur le boulevard de la Charité pour entrer dans Ifs par la rue Modigliani et marquer l'arrêt à Modigliani. Elle traverse alors un secteur pavillonnaire en cœur d'îlot avant de bifurquer vers le sud dans l'avenue Jean-Vilar. La ligne suit cette axe jusqu'au terminus Jean-Vilar qui dessert le Sablier (ancien théâtre Jean Vilar), le campus 3 et le parc relais proche du boulevard périphérique. La station, à voie unique, est dotée d'une arrière-gare pour le retournement des tramways. Cet arrêt est couvert par un édicule en bois formant une voûte construit à l'origine pour abriter le TVR.

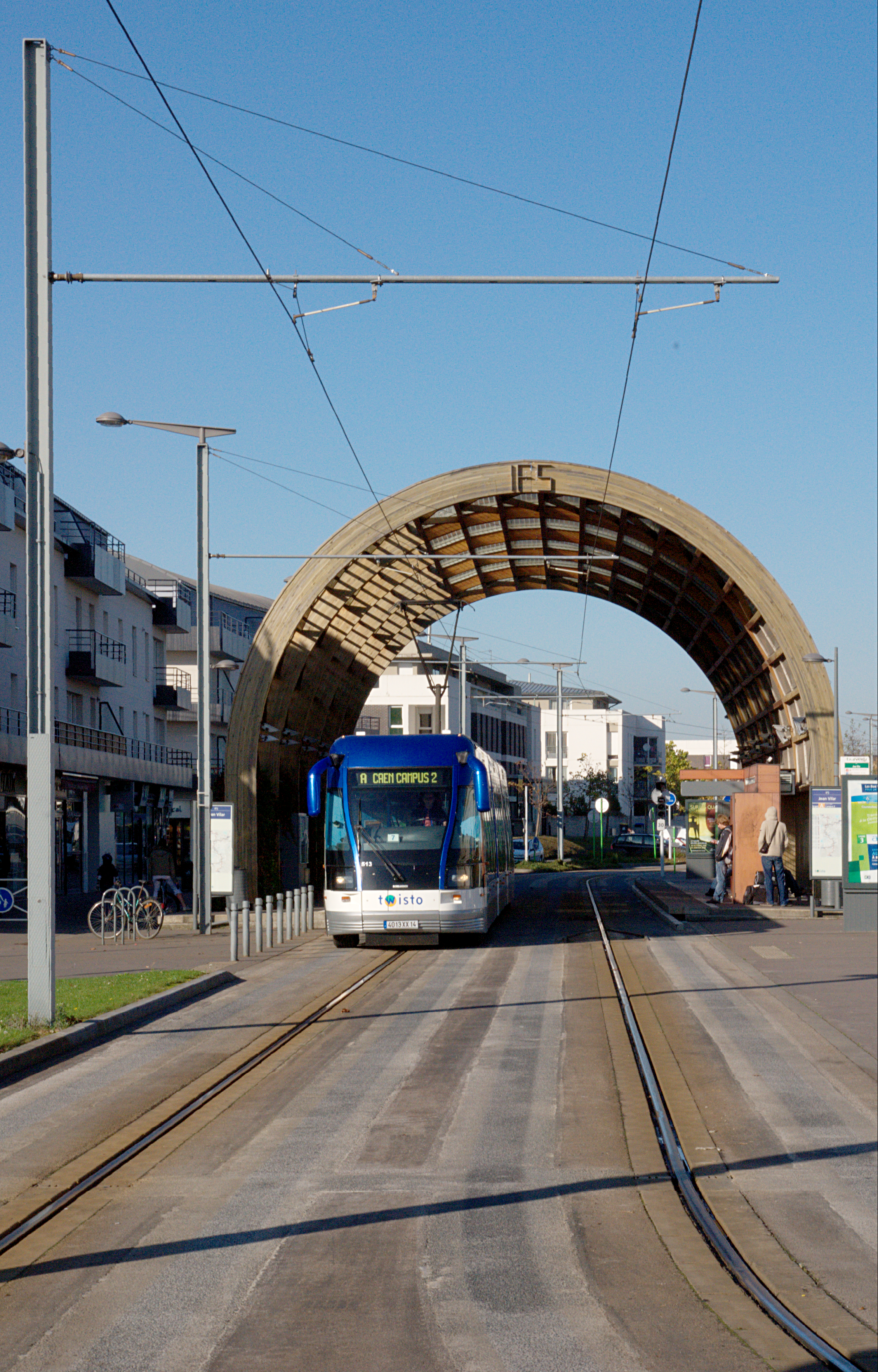
L'édicule de la station Jean Vilar en 2008 avant sa transformation pour accueillir le tramway.
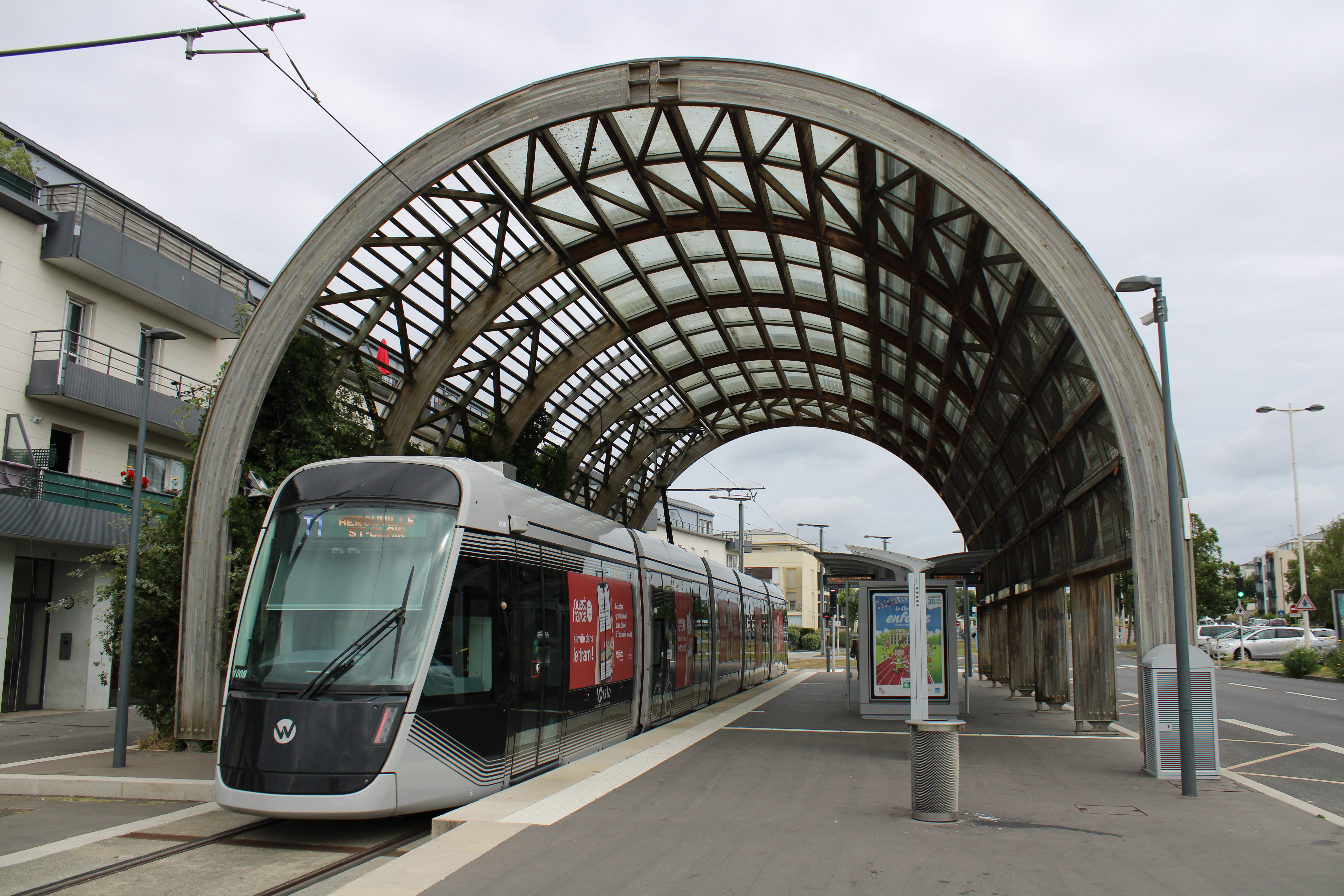
La station de tramway, désormais à voie unique, en 2024.

### Stations
La ligne comporte 25 stations.
|  |   |  | Stations                | Lat/Long                    | Communes               | Correspondances                    |
|  | - |  | ----------------------- | --------------------------- | ---------------------- | ---------------------------------- |
|  | ■ |  | Hérouville-Saint-Clair  | 49° 12′ 13″ N, 0° 19′ 44″ O | Hérouville-Saint-Clair | bus 6 8 10 12 42                   |
|  | • |  | Café des images         | 49° 12′ 09″ N, 0° 19′ 56″ O | Hérouville-Saint-Clair | bus 6                              |
|  | • |  | Place de l'Europe       | 49° 12′ 09″ N, 0° 20′ 11″ O | Hérouville-Saint-Clair |                                    |
|  | • |  | Château d'Eau           | 49° 12′ 10″ N, 0° 20′ 25″ O | Hérouville-Saint-Clair | bus 8 10 12                        |
|  | • |  | Pierre Heuzé            | 49° 11′ 57″ N, 0° 20′ 50″ O | Caen                   | bus 10 20                          |
|  | • |  | Cité U Lebisey          | 49° 11′ 59″ N, 0° 21′ 15″ O | Caen                   | bus 5 12 20 22                     |
|  | • |  | Copernic                | 49° 11′ 54″ N, 0° 21′ 34″ O | Caen                   | tram T2                            |
|  | • |  | Calvaire Saint-Pierre   | 49° 11′ 53″ N, 0° 21′ 51″ O | Caen                   | tram T2 bus 7 20 22 33             |
|  | • |  | CROUS - SUAPS           | 49° 11′ 37″ N, 0° 21′ 49″ O | Caen                   | tram T2                            |
|  | • |  | Université              | 49° 11′ 20″ N, 0° 21′ 50″ O | Caen                   | tram T2 bus 2 4 10 10E 12          |
|  | • |  | Place de la Mare        | 49° 11′ 13″ N, 0° 21′ 58″ O | Caen                   | tram T2 bus 4 7 10 10E 12 20       |
|  | • |  | Château - Quatrans      | 49° 11′ 07″ N, 0° 21′ 49″ O | Caen                   | tram T2 T3 bus 4 10 10E 12 20      |
|  | • |  | Saint-Pierre            | 49° 11′ 02″ N, 0° 21′ 36″ O | Caen                   | tram T2 T3                         |
|  | • |  | Bernières               | 49° 10′ 57″ N, 0° 21′ 28″ O | Caen                   | tram T2 T3 bus 2 5 8 20 23 32      |
|  | • |  | Résistance - Saint-Jean | 49° 10′ 51″ N, 0° 21′ 22″ O | Caen                   | tram T2 T3 bus 1 3 10 11 12 21     |
|  | • |  | Quai de Juillet         | 49° 10′ 43″ N, 0° 21′ 13″ O | Caen                   | tram T2 T3                         |
|  | • |  | Gare SNCF               | 49° 10′ 33″ N, 0° 20′ 54″ O | Caen                   | tram T3 bus 1 6 10 11 12 12E 30 31 |
|  | • |  | Leroy                   | 49° 10′ 24″ N, 0° 20′ 40″ O | Caen                   | tram T3 bus 9                      |
|  | • |  | Lux - Lépine            | 49° 10′ 15″ N, 0° 20′ 30″ O | Caen                   | tram T3                            |
|  | • |  | Guynemer                | 49° 10′ 06″ N, 0° 20′ 38″ O | Caen                   | tram T3                            |
|  | • |  | Poincaré                | 49° 09′ 56″ N, 0° 20′ 34″ O | Caen                   | tram T3 bus 8 30 40                |
|  | • |  | Liberté                 | 49° 09′ 39″ N, 0° 20′ 36″ O | Caen                   | bus 8 21                           |
|  | • |  | Concorde                | 49° 09′ 25″ N, 0° 20′ 30″ O | Caen                   |                                    |
|  | • |  | Modigliani              | 49° 09′ 16″ N, 0° 20′ 46″ O | Ifs                    | bus 3 30                           |
|  | ■ |  | Ifs – Jean-Vilar        | 49° 09′ 01″ N, 0° 21′ 04″ O | Ifs                    | bus 3 4 30                         |

Les stations en gras servent de départ ou de terminus à certaines missions.

## Exploitation
La ligne fonctionne du lundi au samedi de 4 h 41 à 1 h 22 et les dimanches et fêtes de 7 h 29 à 1 h 22 ; en tout début de service, le terminus sud est ramené à Poincaré dans le cadre des débuts de service depuis le dépôt et l'ultime service depuis Hérouville et à destination de Poincaré est assuré par une rame de la ligne T3 ayant pour terminus Collège Hawking avant de rentrer au dépôt.
En semaine, la fréquence est d'une rame toutes les dix minutes de 7 h à 19 h et est plus irrégulière (10 à 30 minutes) le reste de la journée ainsi qu'en été ; le samedi cette fréquence est appliquée de 13 h à 19 h et les dimanches et fêtes elle est d'une rame toutes les 30 minutes environ.
Le temps de parcours est d'environ 40 minutes.

## Projet
Le projet de nouvelles lignes est-ouest, relancé en 2021, ne vient pas changer en profondeur la ligne 1. Lors des réunions publiques tenues en avril 2024, il est toutefois présenté un projet de renforcement du terminus à Hérouville-Saint-Clair. La voie serait doublée et un nouveau quai serait créé au sud. Une nouvelle installation d'aiguillages en X serait également créée en avant-gare.

Plan schématique de la ligne 1 en 2029 (état du projet en avril 2024).